# 有个学校叫南开
《有个学校叫南开》（英語：Nankai - The Tale of a School），是一部由中国中央电视台、天津广播电视台联合制作纪录南开大学、南开中学等南开系列学校百年校史的电视纪录片。纪录片共分六集，每集50分钟。六集名称分别为《寻路》、《私立》、《青春》、《风波》、《南迁》及《归来》。
纪录片于2017年12月18日20时在中央电视台纪录频道首播，21时在腾讯视频播出；12月22日至27日每天21:20在天津卫视播出。

## 相关链接
- 腾讯视频：有个学校叫南开 （页面存档备份，存于）（简体中文）